# 波吲洛尔
波吲洛尔（Bopindolol）别名吲苯脂心安，β受体阻滞剂。药理作用对β1、β2受体阻断无选择性，具有一定的同在拟交感活性。作用类似吲哚洛尔，但强10倍，也具有降低血浆肾素活性的作用。